# Black Waltz
Black Waltz es el cuarto álbum de estudio de la banda de metal sueca Avatar, lanzado en enero de 2012; en Estados Unidos, el 14 de febrero de 2012. Es el último álbum en tener como guitarrista a Simon Andersson, antes de que dejara la banda en diciembre de 2011 y fuera sustituido por Tim Öhrström.

## Antecedentes y producción
A partir de su tercer álbum, la banda decidió remodelarse completamente en busca de un sonido más propio debido a que sus dos primeros discos, Thoughts of No Tomorrow y Schlacht, tenían un estilo más genérico; no obstante, los integrantes no quedaron del todo satisfechos con el resultado final de este, ya que a pesar de haber disfrutado de experimentar con elementos clásicos del heavy metal y del rock and roll, tuvieron la impresión de que había sido un álbum un tanto orientado en complacer a los demás. De este modo, por un breve instante, decidieron abandonar el grupo. Después de retomar la banda, empezaron a trabajar en su cuarto álbum de estudio, Black Waltz:

[Entonces] nos dimos cuenta de que "OK. Esta vez no hay que preocuparnos por lo que piensen los demás. No hicimos eso al principio, pero comenzamos a hacerlo después, así que eliminemos ese veneno de lo que estamos haciendo". Lo que desembocó en [el álbum] Black Waltz y no nos disculpamos por nada en ese. Lo hicimos de verdad para nosotros mismos y decidimos poner todo el dinero que nos había quedado en la grabación para conseguir exactamente lo que queríamos. Y si a nadie le importaba, al menos habríamos hecho algo que nos gustara a nosotros.
Johannes Eckerström

El proceso de grabación del álbum comprendió de junio a agosto de 2011 en los estudios Bohus Sound Recording y fue producido por Tobias Lindell. El primer sencillo que se desprendió de este fue el tema que da título al álbum, Black Waltz. Durante la realización de su video musical, la banda le pidió a su maquilladora que hiciera algo para que el cantante Johannes Eckerström encajara con los artistas de circo que habían contratado y ella creó el maquillaje del payaso (The Clown), mismo que lleva puesto Eckerström en la portada del disco y que sigue utilizando en la actualidad. El vocalista ha dicho al respecto: "... Algo hizo clic... el ver esa cara despertó algo que realmente no estaba allí antes; o estaba, pero estaba bien escondido... De repente, la música adquirió su propio rostro". Tres sencillos más se desprendieron de este material: Let It Burn y Torn Apart en el año 2012; Smells Like a Freakshow en 2013. Los videos musicales de estos dos últimos, al igual que había sucedido anteriormente con Black Waltz, fueron dirigidos por Johan Carlén.
Este trabajo discográfico alcanzó la posición número 25 en la lista de álbumes en Suecia, el país de origen de Avatar, y fue el primero en ser lanzado en Estados Unidos, por lo que la banda se presentó por primera vez en dicho país en una gira junto a las bandas Sevendust, Lacuna Coil, Avenged Sevenfold y Five Finger Death Punch.
Hasta la fecha es considerado por la banda como su más sincero y honesto álbum.

## Lista de canciones
Todas las canciones escritas y compuestas por Avatar. 
| N.º   | Título                    | Duración |  |
| 1.    | «Let Us Die»              | 4:12     |  |
| 2.    | «Torn Apart»              | 6:29     |  |
| 3.    | «Ready for the Ride»      | 3:14     |  |
| 4.    | «In Napalm»               | 5:32     |  |
| 5.    | «Black Waltz»             | 5:58     |  |
| 6.    | «Blod»                    | 3:34     |  |
| 7.    | «Let it Burn»             | 3:32     |  |
| 8.    | «One Touch»               | 4:17     |  |
| 9.    | «Paint Me Red»            | 4:27     |  |
| 10.   | «Smells Like a Freakshow» | 4:53     |  |
| 11.   | «Use Your Tongue»         | 9:33     |  |
| 54:48 |                           |          |  |

| Deluxe Edition |                                                       |          |  |
| N.º            | Título                                                | Duración |  |
| 12.            | «Dying to See You Dead»                               | 3:34     |  |
| 13.            | «Smells Like a Freak Show (Radio Edit)»               | 4:01     |  |
| 14.            | «Smells Like a Freak Show (Walter Backlin Retro Mix)» | 4:30     |  |
| 15.            | «Torn Apart (Live at Sticky Fingers)»                 | 6:58     |  |
| 73:51          |                                                       |          |  |

## Posicionamiento en listas
| Lista                      | Posición |
| -------------------------- | -------- |
| Suecia (Sverigetopplistan) | 25       |

## Créditos[7]

### Avatar
- Johannes Eckerström: voz.
- John Alfredsson: batería.
- Jonas Jarlsby: guitarra.
- Simon Andersson: guitarra.
- Henrik Sandelin: bajo.

### Músicos adicionales
- Walter Bäcklin: sintetizador, programación.
- John Isaksson: armónica.
- Markus Tagaris: slide guitar.

### Producción
- Tobias Lindell: mezclador y productor.
- Johan Carlén: fotografía